# Anna Whelan Betts
Anna Whelan Betts (Filadelfia, 15 de mayo de 1873 – New Hope, 6 de febrero de 1959) fue una ilustradora y profesora de arte estadounidense conocida por sus pinturas de mujeres victorianas en ambientes románticos. Es considerada una de las principales artistas de la edad de oro de la ilustración de finales del siglo XIX y principios del XX de Estados Unidos. El historiador de arte Walt Reed describió su trabajo "caracterizado por su gran belleza y sensibilidad".

## Trayectoria
Betts nació el 15 de mayo de 1873 en Filadelfia, Pensilvania, era la mayor de los tres hijos del médico Thomas Betts y Alice Whelan. Su hermana, Ethel Franklin Betts, también fue artista. Betts Estudió arte en la Academia de Pensilvania en Filadelfia con Robert Vonnoh. Después de graduarse, se mudó a París bajo la tutela del pintor francés Gustave-Claude-Etienne Courtois. 
A su regreso a los Estados Unidos, estudió ilustración con Howard Pyle, que impartía las primeras clases de arte de la ilustración en el Instituto  Drexel (ahora Universidad Drexel) en Filadelfia. Más tarde, fundó la Escuela de Arte Howard Pyle en Wilmington, Delaware. La primera ilustración publicada por Betts fue para la revista Collier's Collier en 1899. Su trabajo apareció más tarde en muchas de las revistas populares de principios de 1900 entre las que se incluían The Century Magazine, Harper's Magazine, Ladies' Home Journal, y St. Nicholas Magazine. 
Las primeras ilustraciones de su libro aparecieron cuando aún era estudiante de Howard Pyle. Por ejemplo, Betts ilustró la publicación Betty Leicester’s Christmas de Sarah Orne Jewett en 1899, publicada por la compañía Houghton Mifflin. Y en 1900  fue una de las artistas elegidas para ilustrar los 22 volúmenes de The Complete Writings of Nathaniel Hawthorne de la compañía Houghton Mifflin, donde se encargó de las ilustraciones del primer volumen. Betts fue reconocida con una beca de la Academia de Pensilvania y obtuvo varias medallas, entre las que destaca una de bronce en la Exposición Internacional Panamá-Pacífico, de 1915, en San Francisco.
Cuando en 1925, su vista comenzó a fallar se le aconsejó dejar la ilustración. Se incorporó a la pequeña escuela privada masculina Solebury, donde trabajó como administrativa, recepcionista y profesora de arte. En 1944, Betts se retiró de la enseñanza y se mudó a New Hope, Pensilvania, para vivir con su hermana Ethel. Betts Murió en su casa en Filadelfia, Pensilvania el 6 de febrero de 1959 y fue enterrado en el cementerio Solebury Friends en Solebury, Pensilvania.

## Obra

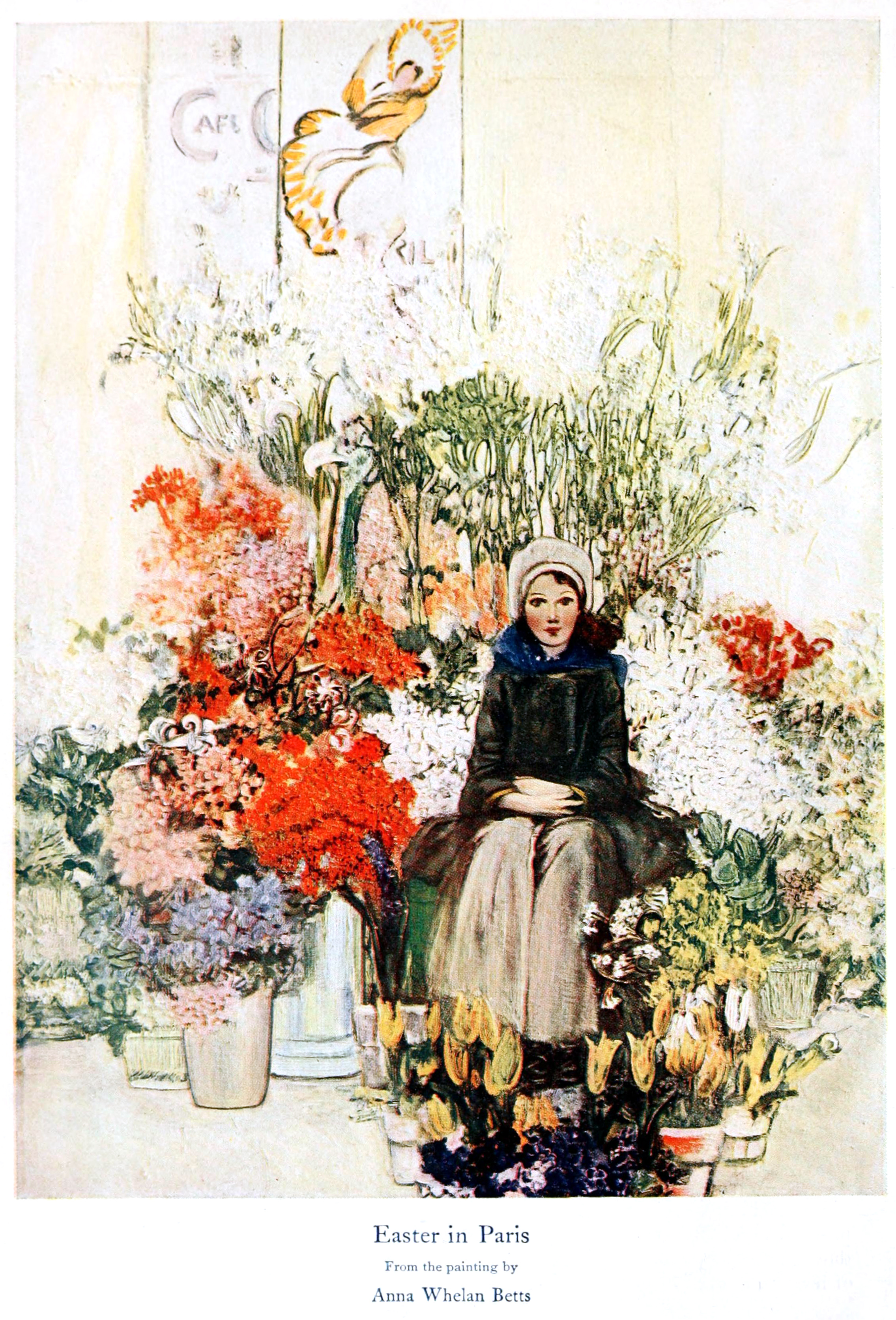
Easter in Paris.
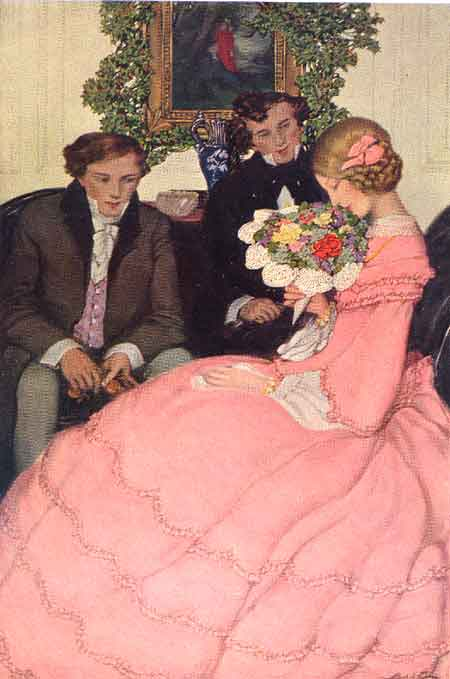
Century Magazine.
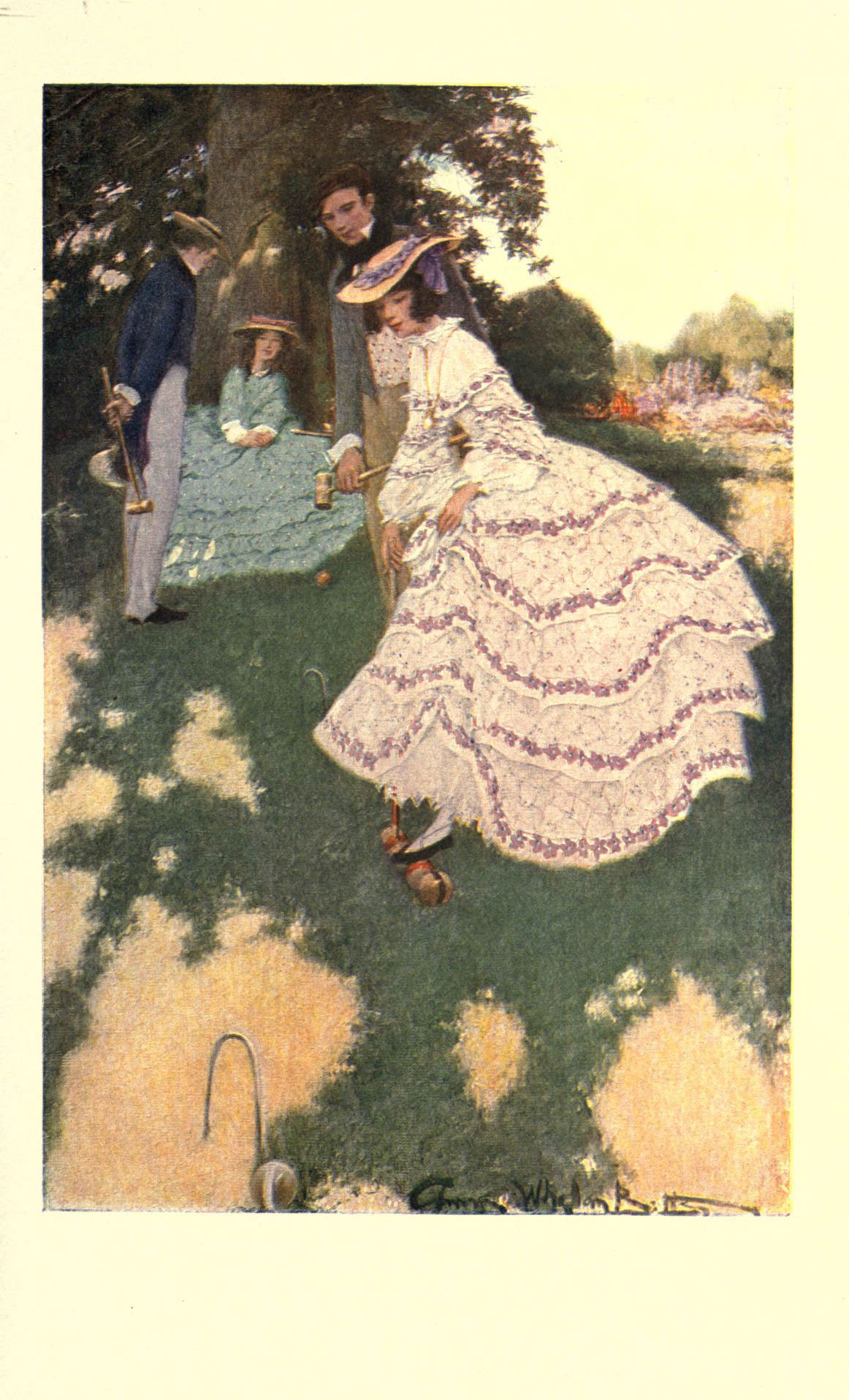
The lure of the garden.
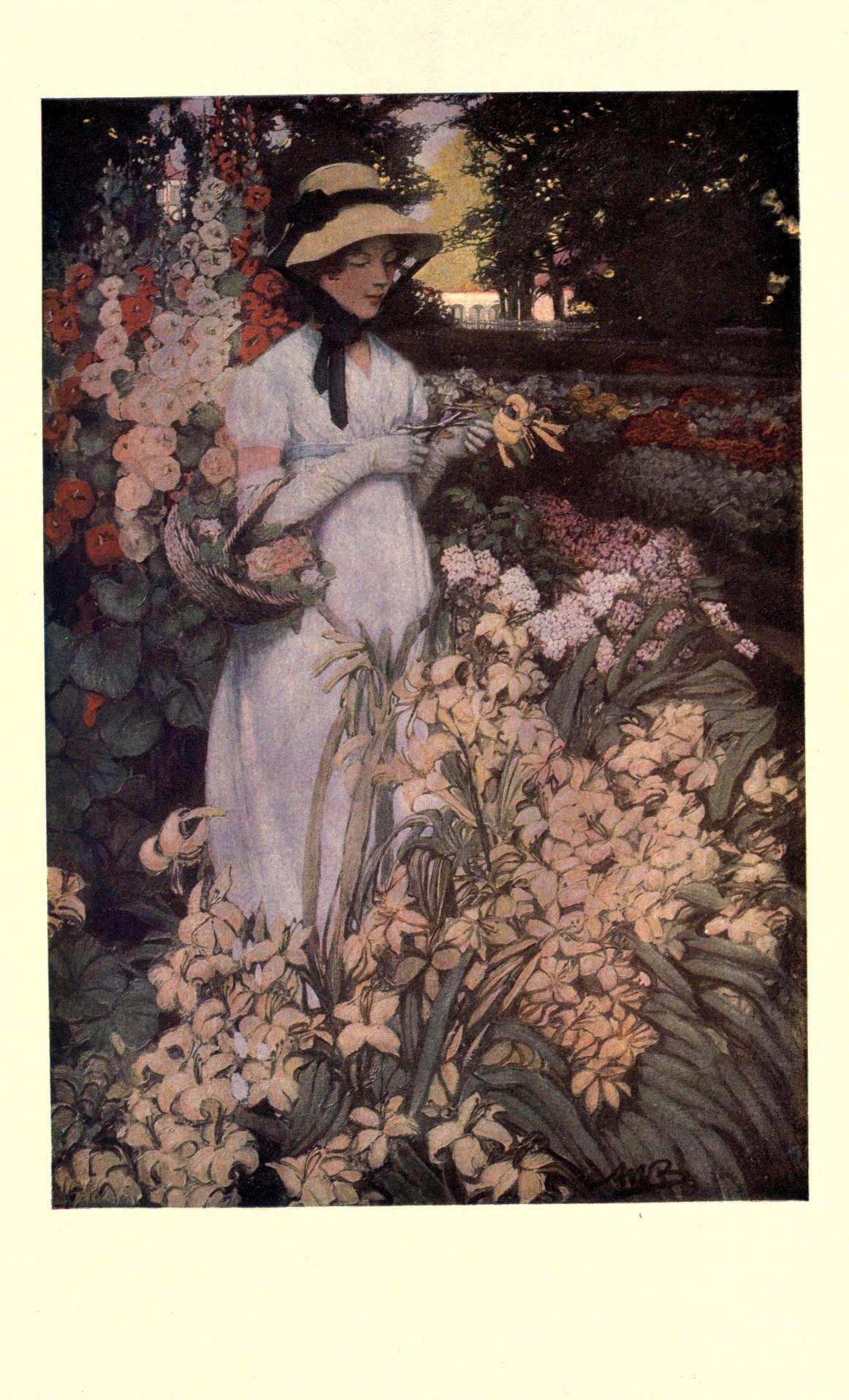
The lure of the garden.
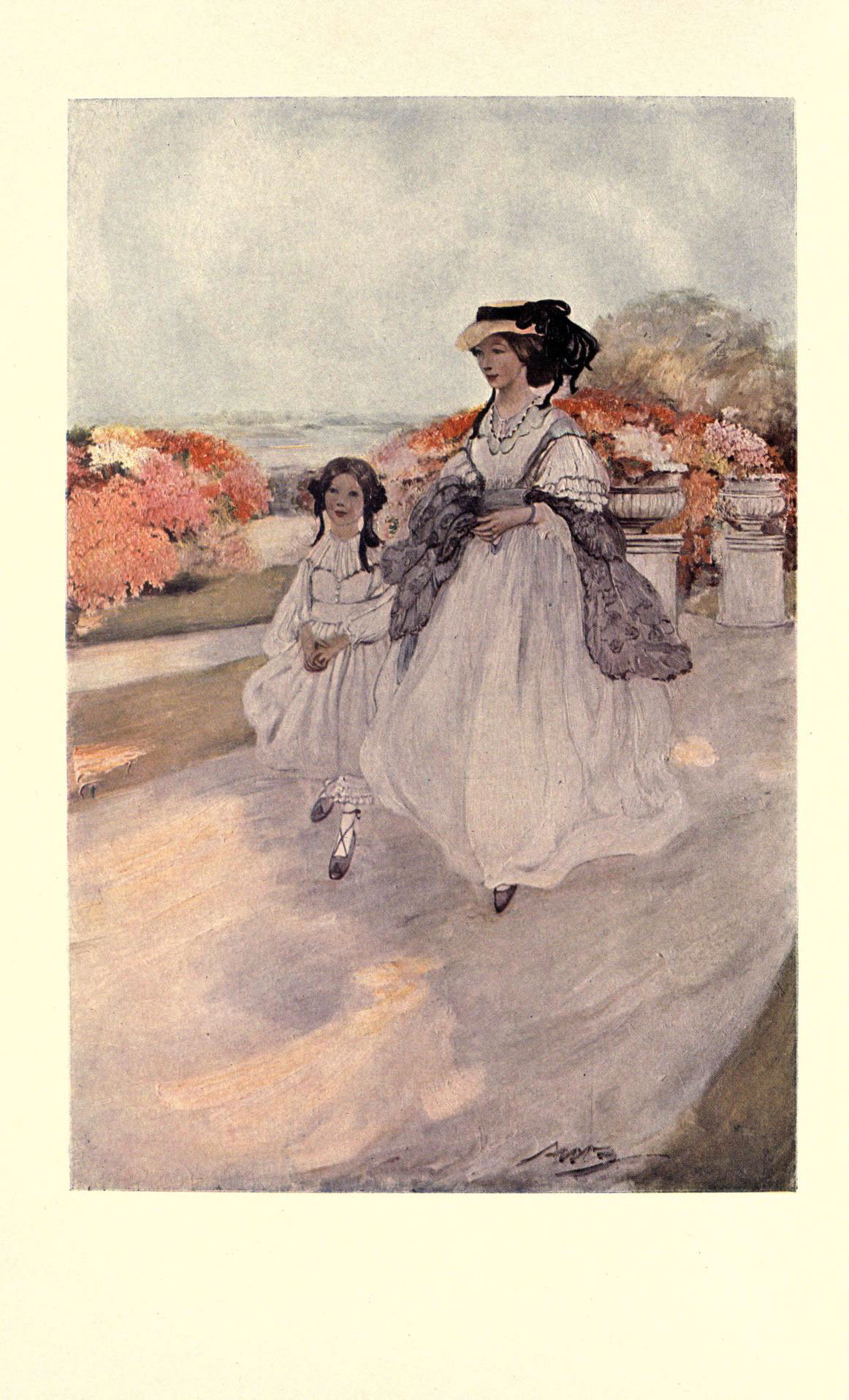
The lure of the garden.
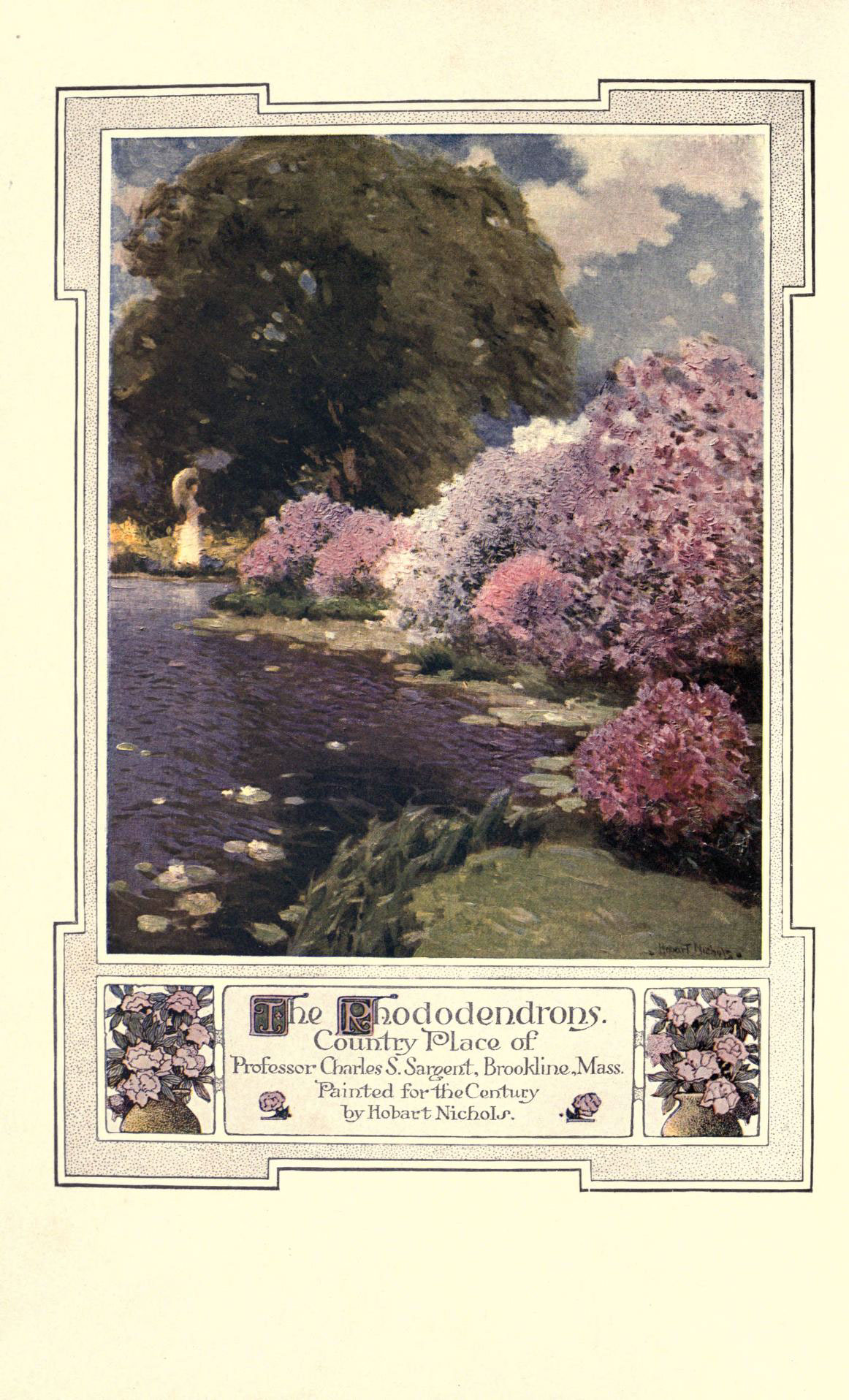
The lure of the garden.
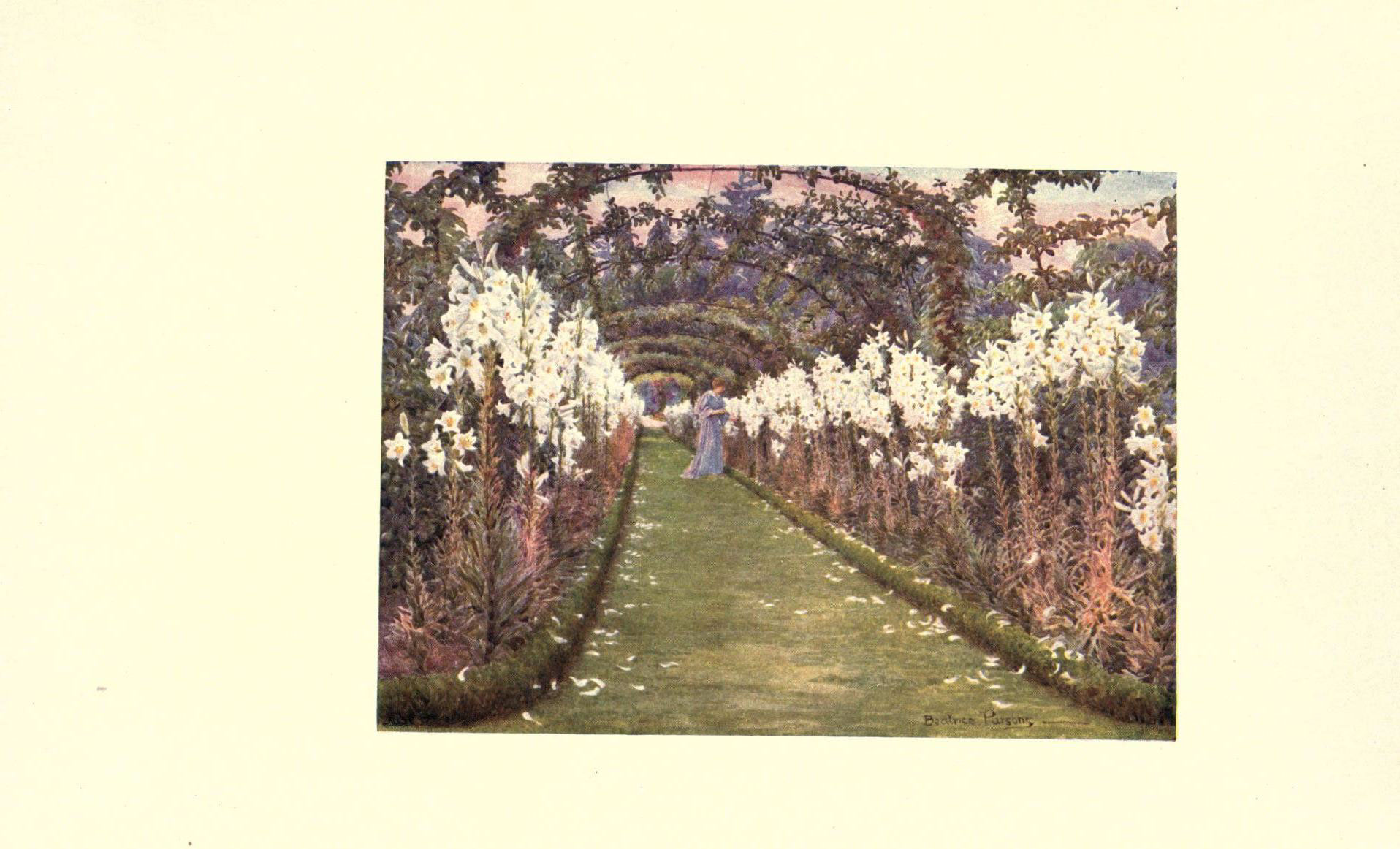
The lure of the garden.